# دانشگاه استرودوال مارانهائو
دانشگاه استرودوال مارانهائو (به پرتغالی: Universidade Estadual do Maranhão) یک دانشگاه در برزیل است که در سائو لوئیس، مارانهاو واقع شده‌است.